# Delitschia griffithii
Delitschia griffithii är en svampart som tillhör divisionen sporsäcksvampar, och som beskrevs av Roy Franklin Cain. Delitschia griffithii ingår i släktet Delitschia, och familjen Delitschiaceae. Arten är reproducerande i Sverige.